# Ahmed Al-Mukhaini
Ahmed Mubarak Salim Al-Mukhaini (Abu Dhabi, 2 maggio 1985) è un calciatore omanita, difensore dell'Al-Oruba e della Nazionale omanita.

## Carriera

### Nazionale
Ha esordito in Nazionale nel 2014.